# Tây Hồ (quận)
Tây Hồ là một quận nội thành  của thành phố Hà Nội, Việt Nam.
Tên quận được đặt theo tên của Hồ Tây, hồ nước tự nhiên lớn nhất của Hà Nội nằm trên địa bàn quận.

## Địa lý
Quận Tây Hồ nằm ở phía bắc phần nội thành của thành phố Hà Nội, có vị trí địa lý:
- Phía đông giáp quận Long Biên với ranh giới tự nhiên là sông Hồng
- Phía tây giáp quận Bắc Từ Liêm
- Phía nam giáp các quận Ba Đình (với ranh giới là khu dân cư An Dương, đường Thanh Niên, đường Hùng Vương và đường Hoàng Hoa Thám), Cầu Giấy
- Phía bắc giáp huyện Đông Anh với ranh giới tự nhiên là sông Hồng.

Dân số năm 2018 là 168.300 người.

## Lịch sử
Quận được thành lập vào ngày 28 tháng 10 năm 1995 theo Nghị định số 69 - CP trên cơ sở tách 3 phường: Bưởi, Thụy Khuê, Yên Phụ thuộc quận Ba Đình và 5 xã: Tứ Liên, Nhật Tân, Quảng An, Xuân La, Phú Thượng thuộc huyện Từ Liêm, chuyển các xã Tứ Liên, Nhật Tân, Quảng An, Xuân La, Phú Thượng thành các phường có tên tương ứng.
Quận Tây Hồ có 8 phường như hiện nay.

## Hành chính
Quận Tây Hồ có 8 đơn vị hành chính cấp xã trực thuộc, bao gồm 8 phường:
1. Bưởi
2. Nhật Tân
3. Phú Thượng
4. Quảng An
5. Thụy Khuê
6. Tứ Liên
7. Xuân La
8. Yên Phụ

## Giao thông

### Đường phố
- An Dương
- An Dương Vương
- Âu Cơ
- Bùi Trang Chước
- Đặng Thai Mai
- Đồng Cổ
- Gia Vĩnh
- Hoàng Hoa Thám
- Hoàng Minh Thảo
- Hồng Hà
- Hùng Vương
- Lạc Long Quân
- Mai Xuân Thưởng
- Nghi Tàm
- Nguyễn Đình Thi
- Nguyễn Hoàng Tôn
- Nhật Chiêu
- Phan Đình Phùng
- Phú Gia
- Phú Thượng
- Phú Xá
- Phúc Hoa
- Quảng An
- Quảng Bá
- Quảng Khánh
- Tam Đa
- Tây Hồ
- Thanh Niên
- Thượng Thụy
- Thụy Khuê
- Tô Ngọc Vân
- Trích Sài
- Trịnh Công Sơn
- Từ Hoa
- Tứ Liên
- Văn Cao
- Vệ Hồ
- Võ Chí Công
- Võng Thị
- Vũ Miên
- Vũ Tuấn Chiêu
- Xuân Diệu
- Xuân La
- Xuân Tảo
- Yên Hoa
- Yên Phụ lớn
- Yên Phụ nhỏ (đường đơn bên trong, đằng sau Nghi Tàm)

### Cầu
- Cầu Nhật Tân
- Cầu Tứ Liên (dự án)

### Đường sắt đô thị
- Tuyến số 2 (Nội Bài - Thượng Đình, dự kiến quy hoạch đoạn Nam Thăng Long - Trần Hưng Đạo)

## Các địa điểm nổi tiếng
- Làng hoa Nghi Tàm
- Làng đào Nhật Tân
- Làng đào Phú Thượng
- Hồ Tây
- Chùa Bà Già
- Phủ Tây Hồ
- Công viên Hồ Tây
- Hồ Quảng Bá
- Chùa Tĩnh Lâu
- Chùa Thiên Niên (Thiên niên cổ tự)
- Chùa Vạn Niên
- Chùa Tào Sách
- Chùa Ức Niên
- Đền Quán Thánh
- Chùa Trấn Quốc
- Nhà thờ Thượng Thuỵ
- Nhà thờ An Thái

(Đi theo đường Lạc Long Quân từ Bưởi lên Nhật Tân lần lượt gặp:chùa Thiên niên- Chùa Vạn Niên- Chùa Tào Sách (Tảo Sách)
- Trường Trung học phổ thông Chu Văn An
- Đê Yên Phụ
- Phố đi bộ Trịnh Công Sơn

## Đặc sản
Vùng Hồ Tây xưa có các sản vật chim sâm cầm,hạt sen, vải lĩnh, giấy dó, rượu Thụy chương. Hiện nay Tây Hồ nổi tiếng với bánh tôm Hồ Tây, làng đào Nhật Tân...

## Hạ tầng

### Khu đô thị
- Khu đô thị Ciputra
- Khu đô thị Phú Thượng
- Khu đô thị Tây Hồ Tây
- Khu đô thị Golden Westlake
- Khu đô thị Officetel Vimefulland

### Khu tập thể
- Khu tập thể Xuân La

### Hệ thống xe buýt

#### Điểm đầu cuối và trung chuyển:
- Xuân Đỉnh (33)
- Công viên nước Hồ Tây (13, 60A)
- Khu liên cơ quan sở ngành Hà Nội (27TC, E08, E09)

#### Các tuyến xe buýt hoạt động:
| Tuyến xe buýt                                               | Ghi chú                                                    | Lộ trình trong khu vực quận Tây Hồ                                                                                |
| ----------------------------------------------------------- | ---------------------------------------------------------- | --- |
| 07(Cầu Giấy - Sân bay Nội Bài)                              |                                                            | ... - Xuân Tảo -...                                                                                               |
| 09A(Bờ Hồ - Đại học Mỏ)                                     | Hoạt động Thứ 2 đến 18:00 Thứ 6 hàng tuần                  | ... - Võ Chí Công - Nguyễn Hoàng Tôn -...                                                                         |
| 09ACT(Trần Khánh Dư - Đại học Mỏ)                           | Hoạt động 18:00 Thứ 6 đến Chủ nhật (tránh tuyến phố đi bộ) | ... - Võ Chí Công - Nguyễn Hoàng Tôn -...                                                                         |
| 13(Công viên nước Hồ Tây - Học viện Cảnh sát Nhân dân)      |                                                            | Công viên nước Hồ Tây - Lạc Long Quân -...                                                                        |
| 25(BV Nhiệt đới TW CS2 - Bến xe Giáp Bát)                   |                                                            | ... - Võ Chí Công - Nguyễn Hoàng Tôn - Lạc Long Quân -...                                                         |
| 31(Bách Khoa - Đại học Mỏ)                                  |                                                            | ... - Yên Phụ - Nghi Tàm - Âu Cơ - An Dương Vương -...                                                            |
| 33(CCN Thanh Oai - Xuân Đỉnh)                               |                                                            | ... - Lạc Long Quân - Nguyễn Hoàng Tôn - Võ Chí Công - Xuân La - Xuân Đỉnh (Trường ĐHNV Hà Nội)                   |
| 41(Nam Thăng Long - Bến xe Giáp Bát)                        |                                                            | ... - Xuân La - Võ Chí Công - An Dương Vương - Âu Cơ - Nghi Tàm - Yên Phụ -...                                    |
| 45(Times City - Nam Thăng Long)                             |                                                            | Chiều đi:... - Thụy Khuê -... Chiều về:... - Hoàng Hoa Thám -...                                                  |
| 50(Long Biên - KĐT Vân Canh)                                |                                                            | ... - Yên Phụ - Thanh Niên - Hùng Vương...                                                                        |
| 55A(Times City - Cầu Giấy)                                  |                                                            | ... - Yên Phụ - Nghi Tàm - Âu Cơ - Lạc Long Quân -...                                                             |
| 55B(TTTM AeonMALL Long Biên - Cầu Giấy)                     |                                                            | ... - Yên Phụ - Nghi Tàm - Âu Cơ - Lạc Long Quân -...                                                             |
| 58(Yên Phụ - BVĐK Mê Linh)                                  |                                                            | ... - Yên Phụ - Nghi Tàm - Âu Cơ - An Dương Vương -...                                                            |
| 60A(Pháp Vân Tứ Hiệp - Công viên nước Hồ Tây)               |                                                            | ... - Nguyễn Hoàng Tôn - Lạc Long Quân - Công viên nước Hồ Tây                                                    |
| 68(Hà Đông - Sân bay Nội Bài)                               |                                                            | ... - Võ Chí Công -...                                                                                            |
| 86(Ga Hà Nội - Sân bay Nội Bài)                             | Hoạt động Thứ 2 đến 18:00 Thứ 6 hàng tuần                  | ... - Yên Phụ - Nghi Tàm - Âu Cơ - An Dương Vương -...                                                            |
| 86CT(Ga Hà Nội - Sân bay Nội Bài)                           | Hoạt động 18:00 Thứ 6 đến Chủ nhật (tránh tuyến phố đi bộ) | ... - Yên Phụ - Nghi Tàm - Âu Cơ - An Dương Vương -...                                                            |
| 90(Hào Nam - Sân bay Nội Bài)                               |                                                            | ... - Lạc Long Quân - Nguyễn Hoàng Tôn - Võ Chí Công -...                                                         |
| 96(Cầu Giấy - Đông Anh)                                     |                                                            | ... - Võ Chí Công -...                                                                                            |
| 142(Nam Thăng Long - Vincom Long Biên)                      |                                                            | ... - Xuân Tảo -...                                                                                               |
| 143(Hào Nam - Thị trấn Đông Anh)                            |                                                            | ... - Nghi Tàm - Âu Cơ - An Dương Vương -...                                                                      |
| 144(Đại học Mỏ - Trần Khánh Dư)                             |                                                            | Chiều đi:... - Hoàng Hoa Thám -... Chiều về:... - Thụy Khuê -...                                                  |
| 146(Hào Nam - Khu liên cơ quan Sở ngành Hà Nội - Hào Nam)   |                                                            | ... - Võ Chí Công - Nguyễn Hoàng Tôn - Lạc Long Quân - Âu Cơ - Nghi Tàm -...                                      |
| 159(BV Nhiệt đới TW CS2 - Times City)                       |                                                            | ... - Võ Chí Công -...                                                                                            |
| E05(Long Biên - Cầu Giấy - Vinhomes Smart City)             |                                                            | Chiều đi:... - Thanh Niên - Thụy Khuê - Văn Cao -... Chiều về:... - Hoàng Hoa Thám - Hùng Vương - Thanh Niên -... |
| E08(Khu liên cơ quan Sở ngành Hà Nội - Times City)          |                                                            | Khu liên cơ quan Sở ngành Hà Nội - Nguyễn Hoàng Tôn - Võ Chí Công - Xuân La - Minh Tảo -... - Xuân Tảo -...       |
| E09(Vinhomes Smart City - Khu liên cơ quan Sở ngành Hà Nội) |                                                            | ... - Nghi Tàm - Âu Cơ - Lạc Long Quân - Khu liên cơ quan Sở ngành Hà Nội                                         |